# Roscoe C. McCulloch
Roscoe Conkling McCulloch, född 27 november 1880 i Holmes County, Ohio, död 17 mars 1958 i West Palm Beach, Florida, var en amerikansk republikansk politiker. Han representerade delstaten Ohio i båda kamrarna av USA:s kongress, först i representanthuset 1915-1921 och sedan i senaten 1929-1930.
McCulloch studerade vid University of Wooster, Ohio State University och Western Reserve University. Han inledde 1903 sin karriär som advokat i Canton.
McCulloch blev invald i representanthuset i kongressvalet 1914. Han omvaldes två gånger. Han kandiderade utan framgång i republikanernas primärval inför guvernörsvalet i Ohio 1920.
Senator Theodore E. Burton avled 1929 i ämbetet. McCulloch blev sedan utnämnd till senaten. Han förlorade fyllnadsvalet 1930 mot demokraten Robert J. Bulkley.
McCullochs grav finns på begravningsplatsen Hillcrest Memorial Park i West Palm Beach.